# Ulla Bock
Ulla Bock (* 1950) ist eine deutsche Soziologin mit den Arbeitsbereichen Geschlechter-, Wissenschafts- und Kultursoziologie. Sie war maßgeblich beteiligt an der Implementierung der Frauen- und Geschlechterforschung an deutschen Universitäten.

## Werdegang
Bock graduierte 1972 als Sozialpädagogin an der Hochschule Niederrhein. 1977 schloss sie ein Studium der Soziologie und Sozialpsychologie an der Universität Bielefeld ab. Bereits als Studentin war sie Mitglied einer Initiativgruppe für den Aufbau eines Zentrums für Frauenforschung an dieser Hochschule. Nach vielen Debatten über das Für und Wider einer Institutionalisierung von Frauenforschung an Hochschulen wurde 1980 mit Zustimmung des Rektors Karl Peter Grotemeyer und finanzieller Unterstützung durch das nordrhein-westfälische Ministerium für Wissenschaft und Forschung eine „Geschäftsstelle Frauenforschung“ eingerichtet. Unter der Leitung der Hochschullehrerin Christiane Schmerl bestand die Aufgabe der kleinen Forschungsgruppe bestehend aus Ulla Bock und Anne Braszeit darin, einen „Universitätsschwerpunkt Frauenforschung“ vorzubereiten, aus dem 1982 die „Interdisziplinäre Forschungsgruppe Frauenforschung“ (IFF) an der Universität Bielefeld, später umbenannt in „Interdisziplinäres Zentrum für Frauen- und Geschlechterforschung“ (IZG), entstand.
1981 wechselte Bock an die Freie Universität Berlin, wo sie gemeinsam mit den Soziologinnen Johanna Kootz und Elisabeth Böhmer für den Aufbau und die Arbeit in der neu gegründeten Zentraleinrichtung zur Förderung von Frauen- und Geschlechterforschung (ZEFG) eingestellt wurde, eine der ersten Einrichtungen dieser Art in Westdeutschland. Wenige Jahre später kam die Literaturwissenschaftlerin Anita Runge hinzu. 1987 wurde Bock in Soziologie mit einer Dissertation zum Thema „Androgynie und Feminismus“ an der FU Berlin promoviert. Von 1987 bis 2015 war Bock als Lehrbeauftragte des Instituts für Soziologie an der Freien Universität Berlin tätig. Von 1981 bis 2015 forschte sie als wissenschaftliche Mitarbeiterin an der ZEFG und dem Arbeitsbereich „Geschlechter- und Kultursoziologie“ des Instituts für Soziologie. Von 2001 bis Ende Mai 2015 fungierte sie als Nachfolgerin von Johanna Kootz als Geschäftsführerin des ZEFG, die anschließend in das Margherita-von-Brentano-Zentrum überführt wurde.
Bock gehörte von 1996 bis 2015 dem Beirat von Querelles an und war von 2000 bis 2011 Mitherausgeberin und Redakteurin der dort publizierten Rezensionszeitschrift querelles-net. Seit 2010 ist sie Mitglied der Fachgesellschaft Geschlechterstudien. Von 2002 bis 2008 verantwortete sie den Rezensionsbereich „Geschlechtergeschichte“ bei H-Soz-Kult.

## Bücher
- Pionierarbeit. Die ersten Professorinnen für Frauen- und Geschlechterforschung an deutschsprachigen Hochschulen 1984–2014 (= Politik der Geschlechterverhältnisse. Band 55). Campus, Frankfurt a. M. / New York 2015, ISBN 978-3-593-50301-1 (eingeschränkte Vorschau).[5]
- mit Irene Dölling und Beate Krais: Prekäre Transformationen. Pierre Bourdieus Soziologie der Praxis und ihre Herausforderungen für die Frauen- und Geschlechterforschung. Wallstein Verlag Göttingen 2007. ISBN 978-3-8353-0128-3 (eingeschränkte Vorschau).[6]
- mit Dorothea Alfermann: Androgynie. Vielfalt der Möglichkeiten. J. B. Metzler’sche Verlagsbuchhandlung Stuttgart und Weimar 1999 ISBN 978-3-476-01672-0
- Androgynie und Feminismus. Frauenbewegung zwischen Institution und Utopie. (Dissertation) Verlagsgruppe Beltz Weinheim und Basel 1988 ISBN 978-3-407-58308-6
- mit Anne Braszeit und Christiane Schmerl: Frauen im Wissenschaftsbetrieb. Dokumentation und Untersuchung der Situation von Studentinnen und Dozentinnen unter besonderer Berücksichtigung von Nordrhein-Westfalen. Verlagsgruppe Beltz Weinheim und Basel 1983. ISBN 978-3-407-58212-6
- Thema: Frau : Bibliographie der deutschsprachigen Literatur zur Frauenfrage 1949 – 1979 AJZ Druck & Verlag Bielefeld 1980 ISBN 978-3-921680-22-3
- mit Anne Braszeit und Christiane Schmerl: Frauen an den Universitäten. Zur Situation von Studentinnen und Hochschullehrerinnen in der männlichen Wissenschaftshierarchie. Campus-Verlag Frankfurt am Main 1983 ISBN 978-3-593-33234-5.